# Conversione. Una storia personale
(Dall'incipit, p.3.)
Conversione. Una storia personale è un saggio scritto dall'editore Leonardo Mondadori con lo scrittore e giornalista Vittorio Messori.

## Contenuto
Il testo è il racconto del ritorno alla fede dell'autore, proveniente da un'educazione non strettamente religiosa. Mondadori aveva voluto incontrare Vittorio Messori, comunicandogli l'intenzione di raccogliere in un libro le domande e le obiezioni più comuni sulla fede cattolica, riscontrabili nell'ambiente borghese e laico da cui proveniva. 
Messori lo aveva convinto invece a raccontare l'itinerario umano e spirituale che lo aveva portato al radicale cambiamento, e il risultato del loro incontro e dei colloqui che ne erano seguiti era stato appunto il libro "Conversione", pubblicato nel 2002, che rappresenta anche una sorta di testamento spirituale dell'autore, scomparso nello stesso anno a causa di una lunga 
malattia.  
Il libro ha avuto diverse edizioni e traduzioni, ed è stato anche abbinato in seguito a un'altra opera, "Andrei a messa ma..." - contenente le risposte della dottrina cattolica alle più comuni obiezioni, come recita il sottotitolo - curato da don Umberto De Martino, direttore spirituale di Leonardo.

## Edizioni
- Leonardo Mondadori e Vittorio Messori, Conversione. Una storia personale, Arnoldo Mondadori Editore, 2002,  pp. VI-169, ISBN 88-04-53428-1, ..